# Nuoto ai XVIII Giochi del Mediterraneo - 50 metri rana maschili
La gara dei 50 metri rana maschili dei XVIII Giochi del Mediterraneo si è svolta il 25 giugno 2018. Al mattino si sono svolte le batterie, mentre la finale si è disputata nel pomeriggio.

## Podio
| Pos. | Atleta             | Nazione  |
| ---- | ------------------ | -------- |
|      | Fabio Scozzoli     | Italia   |
|      | Čaba Silađi        | Serbia   |
|      | Peter John Stevens | Slovenia |

## Record
Prima della manifestazione il record del mondo (RM) e il record dei Giochi del Mediterraneo (RG) erano i seguenti.
|  | 25"95 | Adam Peaty        | 27 luglio 2017 Budapest |
|  | 27"22 | Alessandro Terrin | 1º luglio 2009 Pescara  |

Durante la competizione non sono stati migliorati record.

## Risultati

### Batterie
| Pos. | Batteria | Corsia | Atleta               | Nazionalità | Tempo | Note |
| ---- | -------- | ------ | -------------------- | ----------- | ----- | ---- |
| 1    | 3        | 5      | Peter John Stevens   | Slovenia    | 27"56 | Q    |
| 2    | 2        | 4      | Čaba Silađi          | Serbia      | 27"58 | Q    |
| 3    | 3        | 4      | Fabio Scozzoli       | Italia      | 27"74 | Q    |
| 4    | 1        | 5      | Hüseyin Emre Sakçı   | Turchia     | 27"92 | Q    |
| 5    | 3        | 3      | Nikola Obrovac       | Croazia     | 27"99 | Q    |
| 6    | 2        | 3      | Youssef Elkamash     | Egitto      | 28"05 | Q    |
| 7    | 2        | 5      | Ioannis Karpouzlis   | Grecia      | 28"11 | Q    |
| 8    | 1        | 4      | Andrea Toniato       | Italia      | 28"51 | Q    |
| 9    | 1        | 3      | Romanos Alyfantis    | Grecia      | 28"53 |      |
| 10   | 2        | 6      | Mario Navea          | Spagna      | 28"54 |      |
| 11   | 3        | 2      | Wassim Elloumi       | Tunisia     | 28"70 |      |
| 12   | 2        | 2      | Markos Kalopsidiotis | Cipro       | 29"01 |      |
| 13   | 3        | 6      | Berkay Ömer Öğretir  | Turchia     | 29"08 |      |
| 14   | 1        | 6      | Aljaž Kerč           | Slovenia    | 29"12 |      |
| 15   | 1        | 2      | Alexis Santos        | Portogallo  | 29"33 |      |
| 16   | 2        | 7      | Joan Ballester       | Spagna      | 29"73 |      |
| 17   | 3        | 1      | Gabriel José Lopes   | Portogallo  | 29"84 |      |
| 18   | 2        | 1      | Patrick Pelegrina    | Andorra     | 29"86 |      |
| 19   | 1        | 7      | Moncef Balamane      | Algeria     | 30"10 |      |
| 20   | 3        | 7      | Omiros Zagkas        | Cipro       | 30"62 |      |
| 21   | 1        | 1      | Dasar Xhambazi       | Kosovo      | 32"11 |      |

### Finale
| Pos. | Corsia | Atleta             | Nazionalità | Tempo | Note |
| ---- | ------ | ------------------ | ----------- | ----- | ---- |
|      | 3      | Fabio Scozzoli     | Italia      | 27"25 |      |
|      | 4      | Čaba Silađi        | Serbia      | 27"31 |      |
|      | 5      | Peter John Stevens | Slovenia    | 27"32 |      |
| 4    | 6      | Hüseyin Emre Sakçı | Turchia     | 27"48 |      |
| 5    | 1      | Ioannis Karpouzlis | Grecia      | 27"65 |      |
| 6    | 2      | Nikola Obrovac     | Croazia     | 27"76 |      |
| 7    | 8      | Andrea Toniato     | Italia      | 28"05 |      |
| 8    | 7      | Youssef Elkamash   | Egitto      | 28"30 |      |